# Kazmaaül
Kazmaaül (en rus: Казмааул) és un poble de la república del Daguestan, a Rússia. Segons el cens del 2010 tenia 1.336 habitants.